# Salgueiro (Pernambuco)
Salgueiro es un municipio brasileño en el interior del estado de Pernambuco, en la Región Nordeste del país. Tiene una población estimada al 2020 de 79 249 habitantes.
La sede municipal tiene una temperatura media de 24,2 °C, teniendo la Caatinga como su vegetación original y predominante. Aproximadamente el 80,7 % de la población vive en el área urbana. Su Índice de Desarrollo Humano (IDH-M) es de 0,669, considerado medio en relación con el valor provincial. La prestación de servicios y la industria se destacan como los principales generadores de renta para el municipio.
La región donde se localiza el municipio fue habitada originalmente por los indios Cariris, siendo posteriormente ocupada por habitantes oriundos de la región sur del estado de Ceará, atraídos por la abundancia y por la fertilidad de sus suelos. 
En 1835, Manuel de Sá Araújo cumple su promesa a San Antonio dedicándole una capilla. La construcción de la capilla fue hecha al año siguiente luego del regreso de su hijo, el cual había desaparecido en las tierras de su padre, pasando tres días perdido en la caatinga, siendo encontrado jugando bajo un Salix (Salgueiro). Los trabajadores que construyeron la capilla establecieron algunas residencias en el lugar, dando origen al poblado del municipio.
Conocida como la "Encrucijada del Nordeste" por situarse en la parte más céntrica de la Región Nordeste, puede ser considerada equidistante de prácticamente todas las capitales nordestinas. Salgueiro es la principal ciudad de la región del Sertón céntrico pernambucano. En el municipio se localiza el punto céntrico de las operaciones de la Transnordestina, ferrocarril que conecta el Puerto de Suape, en el litoral sur pernambucano, al cerrado del Piauí y al Puerto del Pecém, en Ceará.

## Historia
Las tierras del municipio de Salgueiro tienen registros humanos de hace miles de años, como prueban las figuras rupestres en el Sitio Letras y en Conceição das Crioulas. En la época en que llegaron los primeros colonizadores, las tierras eran habitadas por los indios Cariris, tribu de valientes guerreros que reunía diversos grupos, e iniciaron una guerra para resistir el avance del colonialismo portugués. La poderosa Casa da Torre de Garcia D'Ávila recibió de la Corona portuguesa buena parte de las tierras nordestinas, que llegaban al cariri cearense pasando por el sertón céntrico de Pernambuco, y dirigió la ocupación de la región dividiéndola en sesmarias. La conquista del Sertón se dio en el contexto de la expansión de la ganadería-extensiva cuando ascenderos portugueses, evangelizados e hijos empobrecidos o mestizos de las grandes familias del litoral pedían a los grandes señores la donación de sesmarias, donde formaban corrales y casones fortificados para defenderse del ataque de los nativos, resguardadas por hombres armados con trabucos y espadas. Alrededor se formaban pequeñas poblaciones de vaqueros mestizos que cuidaban los rebaños con centenares de animales. El cariri atrajo señores de los ingenios que plantaban caña y producían rapadura. En los márgenes del río San Francisco se esparcieron corrales cuyas carnes y pieles eran llevadas al litoral. El poblamiento de la localidad fue iniciado a mediados del siglo XVII por habitantes de la región sur del Ceará, los cuales, atraídos por la fertilidad de los suelos, edificaron grandes haciendas ganaderas. Entre los primeros pobladores de la región se destaca Antônio de la Cruz Nieves, natural de la actual Jardim, en el Ceará, fundador y propietario de la Hacienda Quixaba, la primera en establecerse. Posteriormente surgieron Umãs, Negreiros, Logradouro y Ouro Petro, todas utilizando el trabajo esclavo. Algunos remanentes de los Quilombos como Conceição da Crioulas, fundado por esclavas de origen bantú huidas de la opresión del litoral se establecieron en la región, y otros grupos negros venidos como esclavos o liberados por los señores locales, los cuales formaron asentamientos en sus tierras. Muchos negros y mulatos, especialmente los de origen Iorubá (yorubas), orgullosa nación negra de la región de Nigeria muy comunes entre los esclavos en Bahía, se hicieron vaqueros e introdujeron diversas técnicas de construcción de casas de barro y cercas de palo, desconocidas por los portugueses. Los remanentes de Cariris asociados a forajidos negros y criminales blancos que se infiltraban en esos grupos para evitar la punición del estado, resistieron durante años a la ocupación de sus tierras pero fueron siendo eliminados gradualmenten en luchas como la "Masacre de Ouro Petro" e instalaron haciendas como "Trincheira" y "Contendas". Mujeres y niños de las tribus fueron siendo integrados a las poblaciones locales y acabaron haciéndose concubinas de los hacenderos y de sus aliados, siendo común que hacenderos poderosos tenían varias amantes pobres que dividían su atención con una esposa (la "sinhazinha" de familia tradicional) cuyos hijos heredarían la posición social del padre, y posteriormente dividan partes de sus propiedades entre sus decenas de hijos y nietos mestizos, que aseguraba su poder paramilitar y político a través de luchas y bodas con otras familias influyentes.
El 23 de diciembre de 1835 fue iniciada la construcción de una capilla a San Antonio. La capilla fue financiada por Manuel de Sá Araújo, (de una familia del margen del San Francisco y yerno de Antônio da Cruz Nieves), propietario de la Hacienda Boa Vista (actual Salgueiro), por una manda que hizo ese mismo año al santo de su devoción, para que fuese encontrado su hijo Raimundo que desapareció en la mata. El niño fue encontrado tres días después, jugueteando a la sombra de un salix (Salgueiro), la capilla fue construida en el mismo lugar y era conocida como Santo Antônio do Salgueiro. Los trabajadores que construyeron la capilla se instalaron con sus familias y constituyeron el primer núcleo de población. Con el tiempo, la fama del milagro y el desarrollo de la economía ganadera fueron atrayendo nuevos habitantes para instalarse en el local.
Con el desarrollo del poblado, la Ley Provincial n.º 114 del 8 de mayo de 1843, creó la freguesia de Santo Antônio do Salgueiro y elevó la capilla a la categoría de parróquia, la cual fue canónicamente provenida en 1846. Antes de esto, el lugar pertenecía a la freguesia de Exu, que en ese entonces se llamaba Boa Vista. El distrito de Santo Antônio do Salgueiro, subordinado al municipio de Cabrobó, fue creado por la Ley Provincial n.º 309, del 12 de mayo de 1853. La freguesia de Salgueiro fue desglosada de Ouricuri y anexionada a Cabrobó por la Ley Provincial n.º 398, del 4 de abril de 1857.
La Ley Provincial n.º 580, del 30 de abril de 1864, elevó el distrito a la categoría de villa, con la denominación de Salgueiro, desglosándolo de Cabrobó, y con sede en la antigua villa de Santo Antônio. El primer intendente (equivalente a alcalde en los tiempos del Imperio) fue Raimundo de Sá (el niño del "milagro"), cuyo hermano, Joaquim de Sá Araújo (coronel "Quincas de Sá"), lideró a los voluntarios de lugar en la Guerra de Paraguay siendo condecorado teniente y fue  diputado durante años.
El municipio fue constituido el día 29 de diciembre de 1892, ganando autonomía legislativa, con base en la Constitución Provincial y en el art. 2.º de las disposiciones generales de la Ley Provincial n.º 52 (Ley Orgánica de los Municipios), del 3 de agosto de 1892, promulgada durante el gobierno de Alexandre José Barbosa Lima.  Esa información aparece en el oficio enviado por el alcalde de Salgueiro al gobernador, con esa fecha. El distrito de Salgueiro fue confirmado por la Ley Municipal n.º 1, de 29 de noviembre de 1892, que también creó el distrito de Laguna de los Milagros. El primer alcalde electo fue Romão Pereira Filgueira Sampaio, natural de Barbalha-CE, (sobrino-neto del capitán-mor José Pereira Filgueiras, que combatió el veterano general portugués João José de la Cuña Fidié, durante de la Guerra de Independencia de Brasil en el Maranhão y participó junto con Tristão Alencar Araripe, de la "Confederación de Ecuador"), gran propietario de tierras de la actual Serrita y coronel de Jardín-CE y que ya había ocupado la función de intendente. En 11 de diciembre de 1894 fue inaugurada en Salgueiro una estación del Telégrafo Nacional. La sede municipal recibió foros de ciudad a través de la Ley Provincial n.º 275, del 26 de abril de 1898. La Ley Municipal n.º 38, de 28 de octubre de 1898, creó el distrito de Serrinha, anexionado al municipio de Salgueiro, que ya contaba con el distrito sede y lo de Laguna de los Milagros. La Ley Municipal n.º 80, del 6 de diciembre de 1919, cambió el topónimo de Laguna de los Milagro, que recibió la denominación de Bezerros. La Ley Provincial n.º 1.931, de 11 de septiembre de 1928, desglosó de Salgueiro el distrito de Serrinha (actual Serrita) y lo elevó a la categoría de municipio, el cual fue extinto por el Decreto Provincial n.º 55, del 23 de enero de 1931, volviendo a la condición de distrito de Salgueiro. En división administrativa referente al año de 1933 el municipio aparece con los siguientes distritos: Salgueiro (sede), Lagunas, Bezerros (ex-Laguna de los Milagros), Serrinha y Conceição de las Crioulas (este, posiblemente creado antes de 1922).
El Decreto Estadual n.º 314, del 27 de junio de 1934, en su Art. 2.º, restauró el municipio de Serrinha (actual Serrita), desglosado de Salgueiro. En los cuadros de división territorial datados del 31 de diciembre de 1936 y del 31 de diciembre de 1937, el municipio aparece con cuatro distritos: Salgueiro, Conceição das Crioulas, Bezerros y Lagoas. En esos cuadros el municipio de Salgueiro tenía también bajo su jurisdicción Cabrobó y Serrinha.

## Geografía

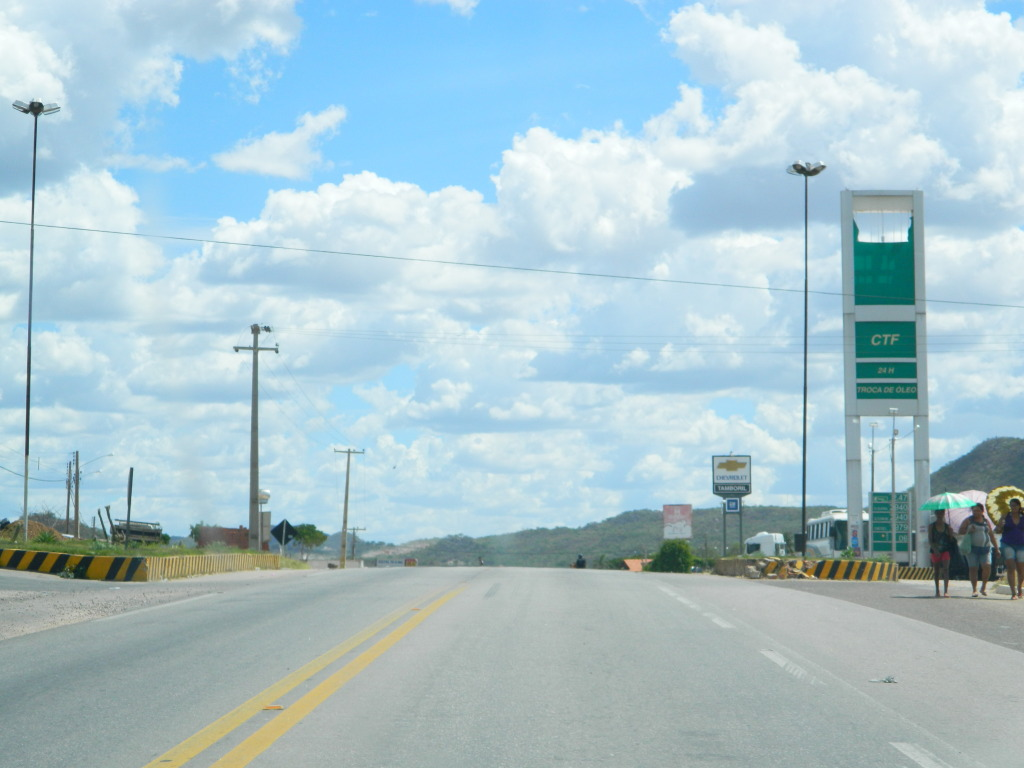
Acceso a Salgueiro por la BR-232.

### Clima
El clima de Salgueiro es el semiárido, del tipo Bsh'. Con verano caliente y lluvioso, con máximas entre 26 °C y 34 °C, y mínimas entre 18 °C y 23 °C. El invierno es seco y ameno, con máximas entre 25 °C y 29 °C, y mínimas entre 15 °C y 19 °C.

### Hidrografía
Salgueiro está insertado en la cuenca hidrográfica del Río Terra Nova.